# Dericorys lobata
Dericorys lobata är en insektsart som först beskrevs av Gaspard Auguste Brullé 1840.  Dericorys lobata ingår i släktet Dericorys och familjen Dericorythidae.

## Underarter
Arten delas in i följande underarter:
- D. l. luteipes
- D. l. bolivari
- D. l. lobata